# Red (grup de música)
Red (generalment escrit en majúscules RED) és un nominat als Grammy de millor conjunt de Metal alternatiu Cristiana Americana de Nashville, Tennessee, formada l'any 2004.

## Discografia
Àlbums d'estudi
| 2006                                                         | End of Silence       | Essential Records        | 194 | 17 | 7 | 6 |
| 2009                                                         | Innocence & Instinct | Sony Music Entertainment | 15  | 1  | 1 | ∗ |
| 2011                                                         | Until We Have Faces  |                          |     |    |   |   |
| 2013                                                         | Release the Panic    |                          |     |    |   |   |
| 2015                                                         | Of Beauty and Rage   |                          |     |    |   |   |
| 2017                                                         | Gone                 |                          |     |    |   |   |
| 2020                                                         | Declaration          |                          |     |    |   |   |
| "∗" vol dir lliurat però sense classificar-se a les llistes. |                      |                          |     |    |   |   |

Senzills
| 2006                                                         | "Breathe Into Me"          | ∗  | 15 | End of Silence                        |
| 2007                                                         | "Let Go"                   | —  | 21 | End of Silence                        |
| 2008                                                         | "Already Over"             | 26 | 18 | End of Silence                        |
| 2008                                                         | "Fight Inside"             | ∗  | ∗  | Innocence & Instinct                  |
| 2008                                                         | "Never Be the Same"        | ∗  | ∗  | Innocence & Instinct                  |
| 2008                                                         | "Death of Me"              | 37 | 9  | Innocence & Instinct                  |
| 2009                                                         | "Forever"                  |    |    | Innocence & Instinct (Deluxe Edition) |
| 2009                                                         | "Mystery of You"           |    |    | Innocence & Instinct                  |
| 2009                                                         | "Start Again"              |    |    | Innocence & Instinct                  |
| 2010                                                         | "Ordinary World"           |    |    | Innocence & Instinct                  |
| 2010                                                         | "Faceless"                 |    |    | Until We Have Faces                   |
| 2011                                                         | "Feed the Machine"         |    |    | Until We Have Faces                   |
| 2011                                                         | "Not Alone"                |    |    | Until We Have Faces                   |
| 2011                                                         | "Lie to Me (Denial)"       |    |    | Until We Have Faces                   |
| 2012                                                         | "Who We Are"               |    |    | Until We Have Faces                   |
| 2012                                                         | "Buried Beneath"           |    |    | Until We Have Faces                   |
| 2013                                                         | "Perfect Life"             |    |    | Release the Panic                     |
| 2013                                                         | Release the Panic          |    |    | Release the Panic                     |
| 2013                                                         | "Hold Me Now"              |    |    | Release the Panic                     |
| 2013                                                         | "Die for You"              |    |    | Release the Panic                     |
| 2013                                                         | "So Far Away"              |    |    | Release the Panic                     |
| 2014                                                         | "Run and Escape"           |    |    | Release the Panic: Recalibrated       |
| 2015                                                         | "Darkest Part"             |    |    | Of Beauty and Rage                    |
| 2015                                                         | "Yours Again"              |    |    | Of Beauty and Rage                    |
| 2015                                                         | "Take Me Over"             |    |    | Of Beauty and Rage                    |
| 2015                                                         | "Shadow and Soul"          |    |    | Of Beauty and Rage                    |
| 2015                                                         | "Part That's Holding On"   |    |    | Of Beauty and Rage                    |
| 2016                                                         | "Fight to Forget"          |    |    | Of Beauty and Rage                    |
| 2016                                                         | "The Ever"                 |    |    | Of Beauty and Rage                    |
| 2017                                                         | "Still Alive"              |    |    | Gone                                  |
| 2017                                                         | "Losing Control"           |    |    | Gone                                  |
| 2017                                                         | "Gone"                     |    |    | Gone                                  |
| 2018                                                         | "Fracture"                 |    |    | Gone                                  |
| 2018                                                         | "Coming Apart"             |    |    | Gone                                  |
| 2018                                                         | "Unstoppable"              |    |    | Gone                                  |
| 2019                                                         | "The Evening Hate"         |    |    | Declaration                           |
| 2019                                                         | "From the Ashes"           |    |    | Declaration                           |
| 2019                                                         | "Hemorrhage (In My Hands)" |    |    | The Evening Hate (EP)                 |
| 2020                                                         | "Sever"                    |    |    | Declaration                           |
| 2020                                                         | "All for You"              |    |    | Declaration                           |
| 2020                                                         | "The War We Made"          |    |    | Declaration                           |
| 2020                                                         | "Only Fight"               |    |    | Declaration                           |
| "∗" vol dir lliurat però sense classificar-se a les llistes. |                            |    |    |                                       |